# Pidgin
Pidgin (читається піджин; раніше Gaim) — вільний модульний клієнт миттєвого обміну повідомленнями.

## Опис
Застосунок підтримує роботу з такими мережами як AIM, ICQ, Jabber, Google Talk, Gadu-Gadu, IRC, MSN, Yahoo.
Pidgin використовує бібліотеку GTK+ і є багатоплатформним програмним забезпеченням. Стандартний GUI-інтерфейс Pidgin написаний з використанням бібліотеки GTK+ і підтримує такі можливості як єдина адресна книга, одночасна робота у кількох мережах, інтерфейс на базі вкладок, робота з аватарами та інтеграція з областю сповіщень Windows, GNOME і KDE. Може об'єднувати декілька контактів в один метаконтакт. Дозволяє зберігати коментарі до користувачів з контакт-листа.
Підтримка підключення плагінів дозволяє легко розширювати функціональність Pidgin, а реалізація базової підтримки протоколів в окремій бібліотеці libpurple дає можливість створювати на базі технологій Pidgin власні реалізації. Наприклад, для платформи Mac OS X на базі цієї бібліотеки створений клієнт Adium, на основі libpurple також функціонує популярний online-сервіс Meebo.
Розповсюджується на умовах GNU General Public License.
У вересні 2005 провідного розробника проєкту Шона Ігана найняла компанія Google в команду проєкту Google Talk.

## Можливості

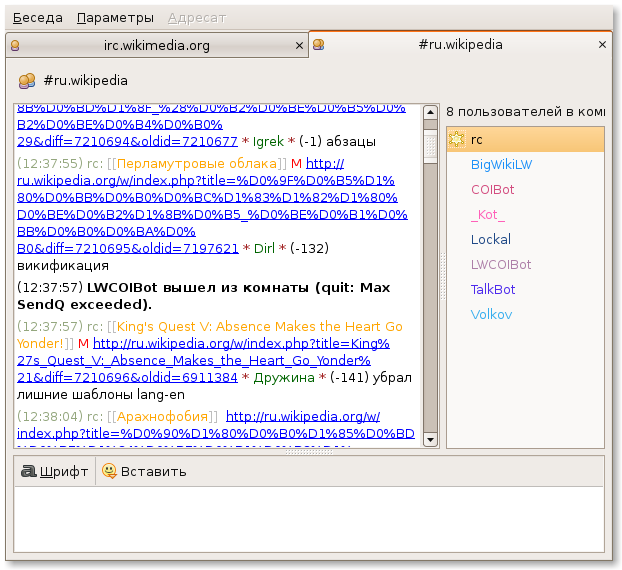
Pidgin 2.3.0 у середовищі GNOME 2.20.1

- Збирає безліч друзів в один «контакт».
- Запис протоколу подій.
- Підтримка вкладок у вікні розмови.
- Підключення до декількох акаунтів одночасно.
- Модульна структура.
- Встановлення аватарів.
- Стеження за користувачами.
- Інтеграція з Gnome.
- Кросплатформеність.
- У версії 2.3.0 додалася можливість утримання відкритим чату при закритому вікні.

## libpurple
Ядром піджину є бібліотека purple (libpurple), яка містить реалізацію всіх протоколів. Вона може використовуватися окремо іншими клієнтами. Клієнти, що використовують libpurple:
- Pidgin
- Finch — консольний клієнт
- Adium — клієнт для MacOS
- InstantBird — клієнт побудований на базі XULRunner

## Підтримувані протоколи
- підтримуються версією 1.5.0 і вище:
  - Bonjour iChat
  - Gadu-Gadu
  - Jabber (XMPP)
  - Internet Relay Chat
  - .NET Messenger Service (MSN)
  - Novell GroupWise
  - OpenNAP
  - OSCAR (AIM/ICQ)
  - SILC
  - Yahoo! Messenger
  - Zephyr
- підтримуються версією 2.0.0 beta4 і вище:
  - Lotus Sametime
  - Session Initiation Protocol (SIP)
- підтримуються версією 2.2.0 і вище:
  - MySpaceIM
- плагіни сторонніх розробників:
  - Tlen[4]
  - Xfire[5]
  - Meebo[6]
  - Battle.net[7]
  - NateOn[8]
  - Netsoul[9]
  - SIP-e[10]
  - Skype — плагін на основі Skype API для реалізації чату в мережі Skype в Pidgin (вимагає запущений Skype)[11][12]
  - Facebook — плагін для обміну повідомленнями у Facebook. Ще в розробці[13].
  - CyanChat — плагін для доступу до внутрішньо-ігрових чатів CyanWorlds[14]

## Історія назви
На початковому етапі свого розвитку проєкт «Pidgin» носив ім'я «GTK+ AOL Instant Messenger». Компанія AOL зажадала прибрати її назву з імені продукту, що і було зроблено творцями, які перейшли на скорочення «Gaim». Пізніше AOL зареєструвала торгову марку «AIM», що викликало нові претензії.
Після аналізу можливих ризиків і серії наполегливих попереджень з боку AOL/Time Warner, група розробників Gaim ухвалила рішення відмовитися від використання імені «Gaim». Клієнт для миттєвого обміну повідомленнями Gaim перейменований в Pidgin, бібліотека libgaim в libpurple, а консольний клієнт gaim-text в Finch.
Переговори з Time Warner (якій належить AOL) тривали в обстановці секретності декілька років, однією з умов була заборона на випуск нових версій програми. Після зміни назви тривала низка бета‐версій завершилася — 3 травня 2007 року вийшла версія Pidgin 2.0.0.